# حريش صغير العيون
حريش صغير العيون (الاسم العلمي: Lithobius microps) هو نوع من المفصليات يتبع جنس الحريش من الفصيلة الحريشية.